# Dvorac Heidelberg
Dvorac Heidelberg (njemački: Heidelberger Schloss) je ruševina dvorca u Njemačkoj i znamenitost Heidelberga. Ruševine dvorca su među najvažnijim renesansnim građevinama sjeverno od Alpa.
Dvorac je djelomično obnovljen nakon rušenja u 17. i 18. stoljeću. Nalazi se 80 metara do sjevernog dijela brda Königstuhl i time dominira pogledom na staru gradsku jezgru Heidelberga. Do njega vodi uspinjača "Heidelberger Bergbahn" koja ide od Kornmarkta (113 m. nadmorske visine ) u Heidelbergu do vrha brda Königstuhla. Dugačka je 471 metara, a razlika u visini je 171 metar.
Najraniji dio dvorca izgrađen je prije 1214. godine, a kasnije je proširen na dva dvorca oko 1294. godine; međutim, 1537. godine, grom je uništio gornji dvorac. Sadašnje strukture bile su proširene do 1650. godine, prije oštećenja ratovima i požarima. Godine 1764., još jedan grom prouzročio je požar koji je uništio neke obnovljene dijelove.

## Galerija
- Dvorac Heidelberg u 16. stoljeću.
- Jacques Fouquier:Hortus Palatinus i Dvorac Heidelberg
- Dvorac Heidelberg iz zraka.
- Dvorac iznutra